# ديميتريو فرانكو
ديميتريو فرانكو (بالألبانية: Dhimitër Frângu‏) هو مؤرخ ألباني، ولد في 1443، وتوفي في 1525.